# 詹尼·卡尔达纳
詹尼·卡尔达纳（義大利語：Gianni Caldana，1913年11月19日—1995年9月6日），意大利男子田径运动员，主攻短跑。他曾代表意大利参加1936年夏季奥林匹克运动会田径比赛，获得男子4×100米接力银牌。